# Vietteella toulgoetianum
Vietteella toulgoetianum är en fjärilsart som beskrevs av Pierre E.L. Viette 1954. Vietteella toulgoetianum ingår i släktet Vietteella och familjen tandspinnare. Inga underarter finns listade i Catalogue of Life.